# Атънс
Вижте пояснителната страница за други значения на Атънс.
Атънс (на английски: Athens) е град в окръг Кларк, Джорджия, Съединени американски щати. Градът възниква и се разраства около Университета на Джорджия. Населението му е 125 691 души (по приблизителна оценка за 2017 г.).

## Известни личности
Родени в Атънс
- Ким Бейсингър (р. 1953), актриса
- Джеф Даниълс (р. 1955), актьор
- Лео Котке (р. 1945), музикант
- Джанел Тейлър (р. 1944), писателка на исторически романси

Починали в Атънс
- Хю Кенър (1923 – 2003), литературен критик

## Побратимени градове
- Атина, Гърция
- Яш, Румъния
- Кортона, Италия